# Kraghök
Kraghök (Tachyspiza cirrocephala) är en fågel i familjen hökar inom ordningen hökfåglar. Den förekommer på och kring Nya Guinea och Australien. Beståndet anses vara livskraftigt.

## Utseende
Kraghöken är en liten och gracil rovfågel. Den är mestadels grå, orangefärgade tvära band på bröst och buk. När den kretsar syns att stjärtspetsen är kluven när den inte är utspridd. På sittande fågel märks att näbben är relativt liten, avsaknad av kraftigt ögonbrynsstreck och mycket smala ben. Jämfört med brunhök håller den sig hellre under trädtopparna och ses mycket sällan kretsa högre upp.

## Utbredning och systematik
Arten är vanligt förekommande över hela Australien förutom i sandiga ökenområden, på Nya Guinea och på närliggande mindre öar. Den föredrar skogsbiotoper. Den delas in i två underarter med följande utbredning:
- Tachyspiza cirrocephala papuana – Nya Guinea, västpapuanska öarna samt Aruöarna
- Tachyspiza cirrocephala cirrocephala – Australien och Tasmanien

### Släktskap
Arten placerades tidigare i släktet Accipiter. Genetiska studier visar dock att släktet så som det traditionellt är konstituerat är parafyletiskt, där kärrhökarna i Circus är inbäddade, men också släktena Erythrotriorchis och Megatriorchis. För att kärrhökarna ska kunna behållas i ett eget släkte delas därför Accipiter delas upp i flera mindre släkten, däriblamd Tachyspiza.

## Status
Arten har ett stort utbredningsområde och beståndet anses vara stabilt. Internationella naturvårdsunionen IUCN listar den därför som livskraftig (LC).

## Namn
Arten kallades tidigare australisk sparvhök men tilldelades ett nytt namn av BirdLife Sveriges taxonomikommitté för att förtydliga att arten inte är närbesläktad med sparvhöken.